# Elizabeth Mure
Elizabeth Mure (Rowallan, 1320 circa – prima del 1355) è stata una nobile scozzese.

## Biografia

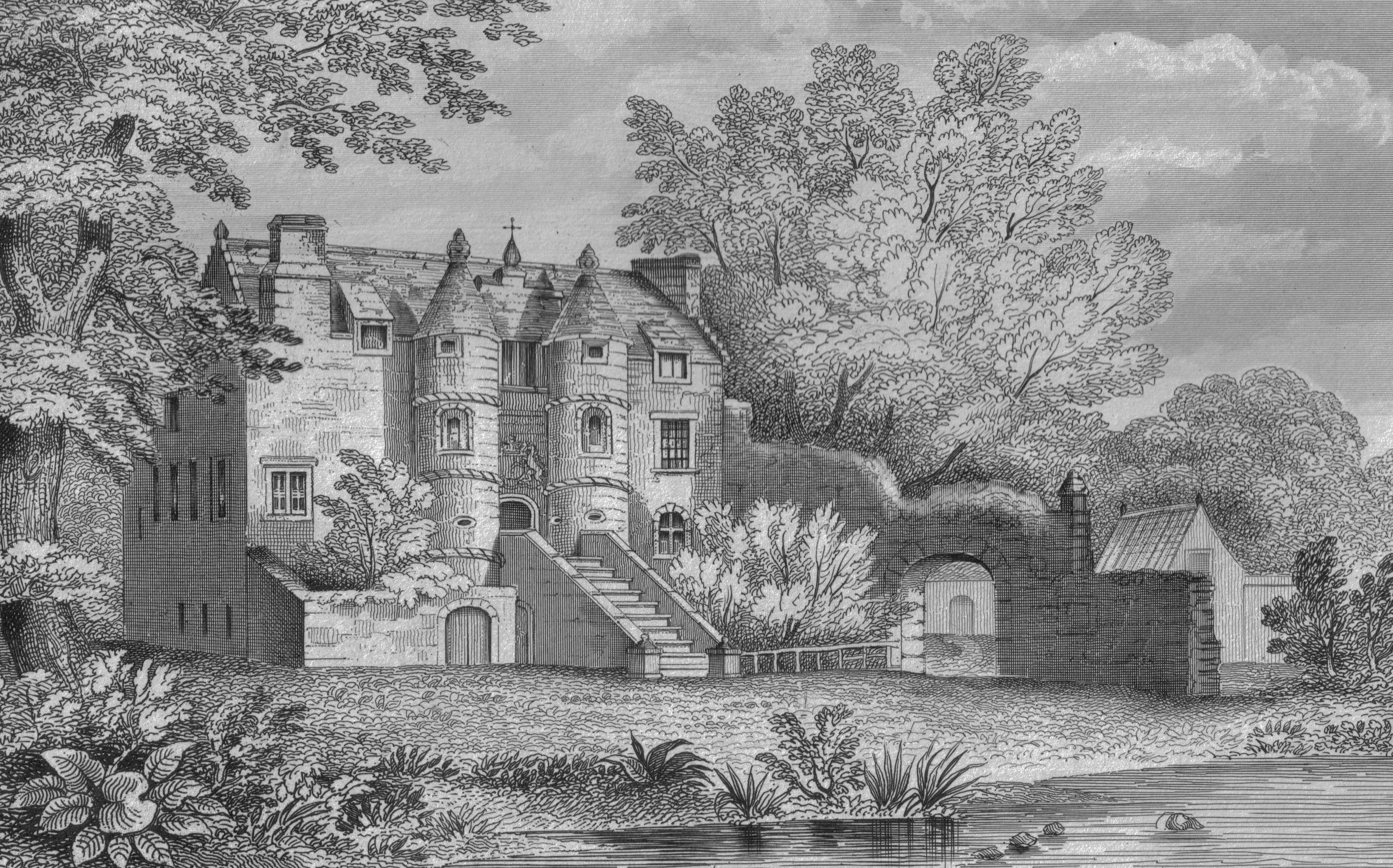
Un'immagine del castello di Rowallan nel 1876

Elizabeth Mure nacque probabilmente nel castello di Rowallan. Suo padre fu Sir Adam Mure, sua madre Joan Cunningham o Janet Mure di Ponkelly.
Nel 1349 divenne moglie di Robert Stewart assumendo il titolo di Steward's mistress. In realtà la coppia visse insieme senza essere formalmente sposata. Le nozze infatti avvennero dopo dispensa papale da parte di papa Clemente VI datata 22 novembre 1347. I nove figli nati prima del matrimonio vennero così legittimati nel 1349.
Elizabeth morì prima che suo marito, che all'epoca del matrimonio era conte di Strathearn, divenisse re di Scozia nel 1371.

## Discendenza
Diede alla luce dieci figli tra cui il futuro erede al trono di Scozia:
- Alessandro Stuart (1343-1405), primo conte di Buchan;
- Margaret (?-?), sposò John Mac Donald, signore di Isles;
- John (1337-castello di Rothsay, 4 aprile 1406), futuro re di Scozia con il nome di Roberto III;
- Walter (1338-1362), conte di Fife, sposò Isabella McDuff;
- Robert (1339-Castello di Stirling, 3 settembre 1420), primo duca di Albany, sposò la contessa Mary Margaret Graham;
- Marjory (?-?), sposò John Dunbar, conte di Moray;
- Jean (?-?),sposò con Sir John Keith, poi con Sir John Lyon infine con Sir James Sandilands;
- Isabella (?-1410), sposò il conte Sir James Douglas;
- Katherine (?-?), sposò Sir Robert Logan;
- Elizabeth (dopo 1349-?), sposò Sir Thomas Hay.